# Embu
23°38′56″N 46°51′7″T / 23,64889°N 46,85194°T
Embu, hay Embu das Artes, là một thành phố ở bang São Paulo, Brasil. Năm 2006, thành phố này có dân số 245.855 người. Mật độ dân số là 3.508,2 người/km² với diện tích 70 km².
Thành phố này là một đô thị thành phần của vùng đô thị São Paulo. Thành phố này cách thủ phủ bang São Paulo 23 km. Embu nằm ở độ cao 775 m, có khí hậu bán nhiệt đới. Chỉ số phát triển con người năm 2000 là 0,772.

## Các đô thị giáp ranh
Embu nằm ở phía tây của vùng đô thị Đại São Paulo.
|            | Bắc: Cotia                |                                  |
| Tây: Cotia | Embu                      | Đông: São Paulo, Taboão da Serra |
|            | Nam: Itapecerica da Serra |                                  |